# 東マレーシア

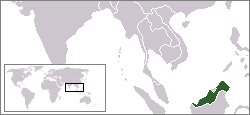
東マレーシアはサバ州とサラワク州とラブアン連邦直轄領を含む。

ボルネオ島地図。橙色が東マレーシア。

東マレーシア（ひがしマレーシア、馬:Malaysia Timur, 英:East Malaysia）はサバ州、サラワク州及びラブアン連邦直轄領（Sabah, Sarawak dan Labuan）、もしくはマレーシアのボルネオ島としても知られる、ボルネオ島北部のマレーシア連邦を構成する地域である。マレー半島にあり首都のクアラルンプールを含む半島マレーシア（「西マレーシア」とも）と対比して島嶼（とうしょ）マレーシアと呼ばれることもあり、サバ州とサラワク州、ラブアン連邦直轄領が含まれている。この2つの領土は南シナ海で隔てられている。東マレーシアは西（半島）マレーシアより人口が少なく発展していないとはいえ、領域は広く特に天然資源（主として石油やガス）を豊富に産出している。

## 歴史
現在の東マレーシアの一部（特に沿岸部）は、かつてブルネイ帝国のタラソクラシーの一部であった。しかしほとんどの内陸部は、独立した部族社会のものであった。
1658年、サバ州の北と東の沿岸部がスールー王国に割譲されたが、サバ州の西側沿岸部とサラワク州のほとんどはブルネイ王国領にとどまった。サバ州とサラワク州は、19世紀中葉の初めにイギリスの保護領となり、1946年、イギリスの植民地になった。

## 連邦化
サバ州（旧英領北ボルネオ）とサラワク州は、イギリス領マラヤからの分割された英領植民地であり、1957年にマラヤ連邦の一部にならなかった。しかし各々は1963年にマラヤ連邦やシンガポールとともに新たなマレーシア連邦の一部になろうと投票した。あらかじめ北ボルネオ連邦の下でブルネイやサバ州、サラワク州を統合する努力が行われたが、ブルネイ暴動が起きて失敗した。
サバ州とサラワク州は、他の西マレーシア諸州より高い自治を獲得していた。例えば両州は西マレーシアからのマレーシア市民は東マレーシアを訪れる際にパスポートか身分証を所持するのが必要になるような独自の入国管理ができた。
ラブアン島は1984年にマレーシアで連邦直轄領になる前の1946年には英領北ボルネオ（後のサバ州）の一部であった。1990年にオフショア金融の中心になるために利用された。
2010年から資源の誤用や非合法移民などの主張があるために、マレーシア連邦からの離脱の可能性について少なくとも国民の間で思索や議論が行われている。

## 統治
サバ州とサラワク州はマレーシアやシンガポールと対等にマレーシア連邦に加わったか、単にマラヤ諸州（マレーシア半島部）の対等な相手になっただけかという議論の根源がある。合意内容はサバ州とサラワク州は単にマレーシア半島部の諸州と比べて僅かに高い自治を持った連邦の州であるというもののようである。例えば東マレーシアの州は、マレーシアの他の諸州からの（別の東マレーシアの州を含む）市民の入国を規定する法律を独自に持つのに対して、マレーシア半島部では東マレーシアからの訪問者を含む州間の旅行や移民に関する規定はない。マレーシア半島部に適用される全国土地法に反するものとしてサバ州とサラワク州に適用される独自の土地法もある。
司法に関しては東マレーシアの裁判所は、マレーシアの連邦裁判所の一部である。マレーシア憲法は同格の司法権の2つの高等裁判所（マラヤの高等裁判所とサバ州とサラワク州の高等裁判所（旧ボルネオ高等裁判所））があると規定している。サバ州とサラワク州の高等裁判所の現在の長官は、サバ州出身のリチャード・マランジュムである。その役職はマレーシアの司法制度で4番目に高い（マラヤ長官、上訴審長官、マレーシア長官に次ぐ）。

## 政治
サラワク州やサバ州、ラブアン連邦直轄領は、現在2つの州が最初の選挙を行って以来与党連合国民戦線に向かう多数派の議席を有してマレーシアの国会に全部で222議席中57議席（25.68％）を有している。しかし東マレーシアの権利の声であるサバ州出身のジェフリー・キティンガンは、東マレーシアからの議席数がコッボルド委員会報告に述べている35％の理想的な代表に比べてマレーシアの国会において低い代表数であることを憂慮している。2013年マレーシアの総選挙の結果が出ると、東マレーシアはマレーシア半島部における戦線の憂鬱な結果に続き国民戦線連合が勝利する133議席中全部で47議席（35.34％）を獲得した。このことは2008年マレーシア総選挙の57人中11人の閣僚から2013年の61人中20人の閣僚にマレーシアの内閣の東マレーシア担当の大臣や副大臣の割り当て増加に結び付いている。東マレーシアは半島部と対等に扱うべきだとの基本から地元出身の議員は、2011年から東マレーシアから連邦内閣に少なくとも1人の副首相を任命すべきだと連邦政府に要請している。サラワク州やサバ州の政党は、それぞれ独自に発展した。政党交代や執行部の争いは、両州でごく普通に起きている。

## 自然地理

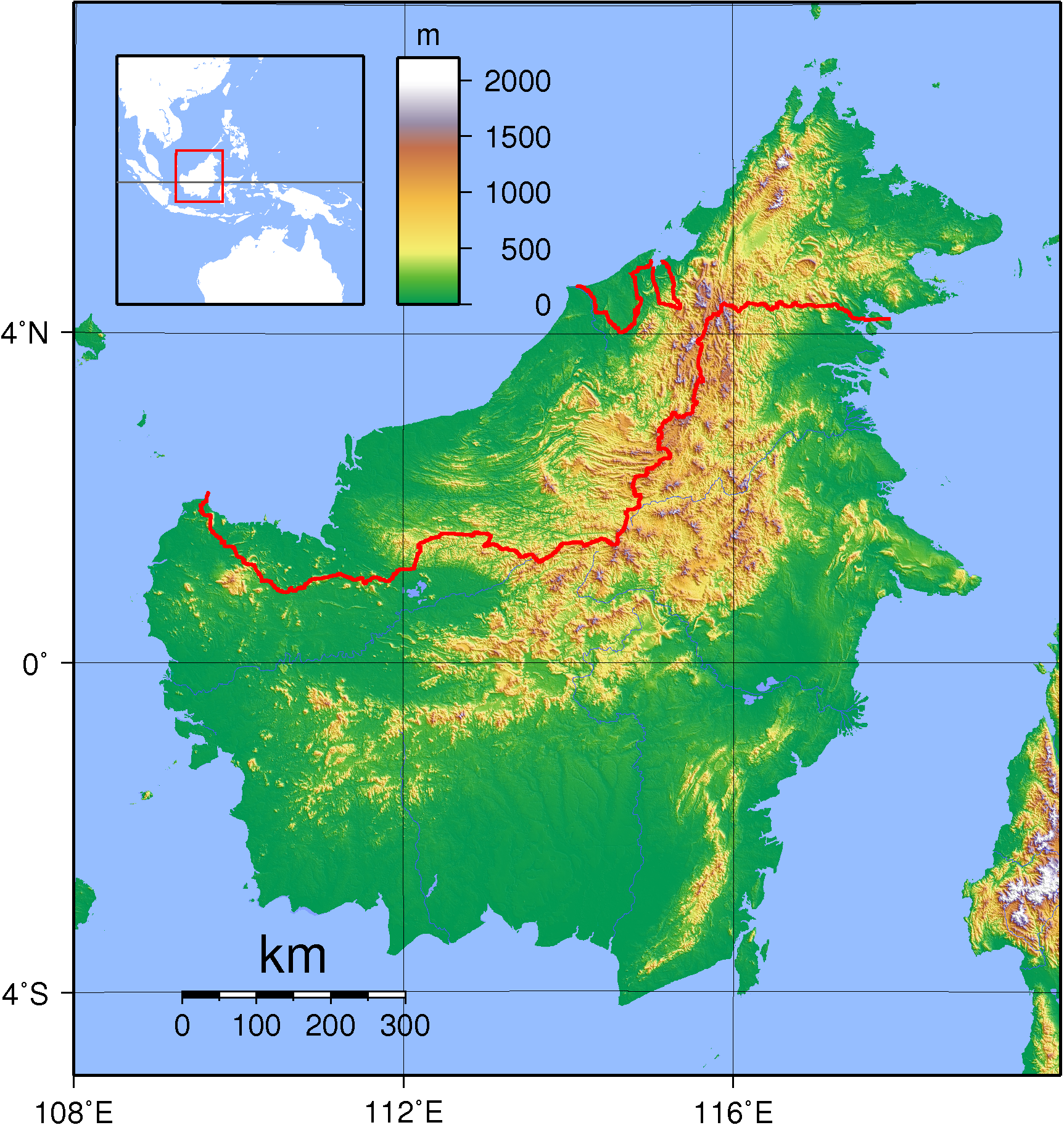
島の北部に位置する東マレーシアのあるボルネオ島の地勢図

東マレーシアの景観は、殆どが内陸部に向けて山岳熱帯雨林のある低地熱帯雨林である。
マレーシア全域の約61%とボルネオ島全域の27%を占める東マレーシア全域は、200,565km2である。
東マレーシアにはボルネオ島最高峰でもあり東南アジアで十指にも入る4,095mのキナバル山を最高に最も高い山岳が5峰ある。ラジャン川とキナバタンガン川というマレーシア最長の川も2つある。
サバ州のバンギ島とサラワク州のベトルイト島は、専らマレーシアに位置する2つの最大の島である。最大の島は、ボルネオ島で、インドネシアとブルネイで分け合っている。2番目に大きい島は、サバ州のスバティック島で、インドネシアと分け合っている。
サラワク州にはグヌン・ムル国立公園がある。そのサラワクチャンバーは世界の洞穴チャンバーとして知られる中で最大のものである。グヌン・ムル国立公園は2000年11月にUNESCO世界遺産に認定された。
サバ州の魅力に世界遺産キナバル自然公園（キナバル山を含む）やシパダン島（潜水や生物が多様なホットスポット）がある。

## 地質
サバ州沖合のサマラン油田（1972年）やサラワク州沖合のバロニア油田（1967年）、同じくサラワク州沖合にある中央ルコニアガス田（1968年）などの油田やガス田が数か所沖合で発見されている。バロニア油田は水深75mの深さ2kmのシルト石や粘土で埋め込まれた後期中新世の砂岩からなる東西に延びる2つの断層間の溶岩ドーム状の構造玄武岩である:431。サマラン油田は水深9-45mにある深さ3km程の位置の背斜にある交互に続く砂岩やシルト石、粘土の後期中新世の砂岩からなる:431。中央ルコニアガス田は水深60-100mの深度1.25-3.76kmの中期から後期中新世の炭酸塩台地や尖峰に形成されている:436–437。

## 人口
2010年の東マレーシアの総人口は、マレーシアの人口の20.4％にあたる577万人であった（サバ州の321万人、サラワク州の247万人、ラブアン連邦直轄領の9万人）。今日東マレーシアの人口の重要な部分は、町や都市にある。最大の都市で郊外の中心は、クチンで、サラワク州の首都でもあり、60万を超す人が住んでいる。コタキナバルは2番目に大きく、東マレーシアで最も重要な都市の1つである。クチンやコタキナバル、ミリは、東マレーシアで都市の評価の高い僅か3つしかない場所である。他の重要な都市にサバ州のサンダカンやタワウ、サラワク州のシブやビントゥル、ラブアン連邦直轄領のビクトリアがある。
東マレーシアの最初期に住んだのは、ドゥスン族のようなダヤク族などの関連する民族であった。この固有の民族は、重要な部分を形成しているが、人口の多数派ではない。数百年にわたりジャワ島や小スンダ列島、スラウェシ島、スールー州などのマレー諸島の多くの地域から東マレーシアやボルネオ島に重大な移民が行われている。最近ではインドや中国から移住が行われている。
固有の人々は、元来アニミズムを信仰していた。キリスト教の影響が19世紀に始まる一方でイスラーム教の影響が15世紀には早くも始まった。
固有の人々は、一般に党派心が強く、民族語に加えて文化的にマレー語の別個の方言を維持している。サバ州の人口の約13％とサラワク州の人口の26％は、中国系マレーシア人で構成されている。
しかしサバ州の実態的人口統計は、1990年代に行われたとされるIC計画により大幅に変容したと言われる。統一マレー国民組織を与党にし続けるためにインドネシアやフィリピンの移民に市民権が与えられたと主張されている。王立調査委員会（RCI）が2012年8月11日から2013年9月20日まで設置され、調査結果は2014年5月19日に首相に提出された。6か月遅れで2014年12月3日に公表された報告書によれば、IC計画は実在し、それが国家の人口に突然の急上昇をもたらした可能性があるという。しかし報告書はこの制度から利益を得る「腐敗役人」を糾弾するのみで、計画の責任者を名指ししなかった。

## 教育
東マレーシアには現在マレーシア大学サラワク校（UNIMAS）とマレーシアサバ州大学（UMS）という公立大学が2校ある。MARA工科大学（UiTM）も両州に分校がある。ラブアン連邦直轄領の高等教育機関は、コタキナバルセパンガル湾のマレーシアサバ州大学の分校であるマレーシア大学サバ・ラブアン国際校舎である。ラブアン連邦直轄領にも東マレーシアで唯一の4年制大学に進学できるコレジマトリクラシラブアンがある。従ってサバ州やサラワク州、ラブアン連邦直轄領の大学入学前の学生は、全てそこに入学しなければならない。
UCSI大学サラワク校やトゥンク・アブドゥル・ラフマン大学（サバ校）、トゥインテク国際工科大学（サバ校）、マレーシア開放大学（サバ校）は、東マレーシアに地元の私立大学校舎がある。
カーティン大学サラワク校やスウィンバーン工科大学サラワク校は、サラワク州の外国の大学の校舎である。
サラワク州に師範大学（マレー語：Maktab Perguruan）が4校、サバ州に師範大学が4校ある。

## 運輸
汎ボルネオ高速道路はサバ州、サラワク州、ブルネイを結んでいる。この道路は建設以来維持管理は貧弱である。狭い道路は、街灯のない夜は暗く、多くの危険個所や急カーブ、見通しの悪い個所、窪み、浸食がある。しかし連邦政府の資金は、高速道路の向上用に予算化されており、2025年の完成まで段階を追って執行されることになっている。
東マレーシアの主要な空港は、クチン国際空港、ラブアン空港、コタキナバル国際空港である。東マレーシアとマレーシア半島部を結ぶマレーシア航空（MAS）やエアアジアなどの輸送会社による日常的な飛行がある。他に東マレーシアに入るにはサラワク州のシブ空港やビントゥル空港、ミリ空港、サバ州のサンダカン空港やタワウ空港がある。MASは東マレーシアの主要都市への国際線も運航している。
ボルネオ島の農村部に行くには飛行機か川を舟で行くしかない。大勢に利用されるラジャン川とともに多くの大きく長い川がある為にサラワク州では河川輸送は特に広範に用いられている。川は島嶼部と沿岸の町を結ぶ通信（例：郵便）や人員輸送用の船やフェリーに用いられている。木材もサラワク州の川を下る船や丸木舟で運ばれている。
ラブアンフェリーはラブアン島からサバ州やサラワク州、ブルネイまでの船便やカーフェリーを運航している。フェリーは島における主要な輸送手段として空港を凌駕している。

## 治安
サバ州は1950年代からモロ(フィリピン南西部に居住するムスリム)によって国境を越えたテロにさらされている。テロは1985年、2000年、2013年にそれぞれ激しくなり、現在まで続いている。そのため、東部サバ州保安地帯（ESSZONE）と東部サバ州保安司令部（ESSCOM）が、この地域の治安を強化するために2013年3月25日に創設された。2014年からは12時間の夜間外出禁止がサバ州の東部沿岸部6か所で施行され、2016年現在も継続している。

## 図書目録
- Andrew Harding & James Chin, 50 years of Malaysia: Federalism revisited (Marshall Cavendish 2014)
- Cabinet Memorandum. Policy in regard to Malaya and Borneo. Memorandum by the Secretary of State for the Colonies. 29 August 1945
- Manila Accord (31 July 1963)
- Exchange of notes constituting an agreement relating to the implementation of the Manila Accord of 31 July 1963
- Acts of the Parliament of the United Kingdom Malaysia Act 1963
- Agreement relating to Malaysia between United Kingdom of Great Britain and Northern Ireland, Federation of Malaya, North Borneo, Sarawak and Singapore